# Gmina Turośl
Die Gmina Turośl (litauisch Turošlo valsčius) ist eine Landgemeinde im Powiat Kolneński der Woiwodschaft Podlachien in Polen. Ihr Sitz ist das gleichnamige Dorf mit etwa 560 Einwohnern.

## Gliederung
Zur Landgemeinde Turośl gehören folgende Ortschaften mit einem Schulzenamt:
Adamusy
Charubin
Charubiny
Cieciory
Cieloszka
Dudy Nadrzeczne
Krusza
Ksebki
Leman
Łacha
Nowa Ruda
Popiołki
Potasie
Ptaki
Pudełko
Pupki
Samule
Szablaki
Trzcińskie
Turośl
Wanacja
Zimna